# اریک گراوات
اریک گراوات (انگلیسی: Eric Gravatt؛ زادهٔ ۶ مارس ۱۹۴۷) یک موسیقی‌دان اهل ایالات متحده آمریکا است. وی از سال ۱۹۶۵ میلادی تاکنون مشغول فعالیت بوده‌است.
او با افرادی همچون مک‌کوی تاینر و جو هندرسون همکاری داشته‌است.
همچنین او از سال ۱۹۷۲ تا ۱۹۷۴ میلادی عضو گروه وذر ریپورت بوده است.